# Orient Watch Company
Orient Watch Company Limited (オリエント時計株式会社, Oriento Tokei Kabushikigaisha) és una subsidiària de Seiko Epson Corporation des de l'any 2001. El 2017 es va integrar per complet a la companyia Seiko Group. La companyia fabrica rellotges de quars i mecànics. Orient és juntament amb Citizen i Seiko el tercer productor més important de rellotges al Japó, encara que l'èmfasi de la seva producció és la de rellotges mecànics.

## Història
La companyia es va fundar a Tokio, Japó, el juliol de 1950 encara que el seu fundador Shogoro Yoshida va iniciar el seu negoci de venda de rellotges a Ueno, Japó el 1901. Al llarg dels seus 70 anys de vida la companyia ha patentat diverses aportacions a la rellotgeria, com ara la creació del primer rellotge amb indicador de reserva, que permet visualitzar al seu usuari la corda amb què el rellotge compta a cada moment. Actualment Orient ofereix els seus productes a almenys 70 països.
L'any 2003 es va establir el Centre Tècnic d'Orient (OTC) i es va iniciar el muntatge de rellotges de luxe a Ugo, Ogachi, Akita, Japó. L'any 2004, el moviment de calibre 88700 d'alta precisió es va posar a la venda a través de la línia de rellotges Royal Orient. El 2005 es va llançar la col·lecció Orient Star Retro-Future. El 2010, Orient Watch Co. va celebrar el seu 60è aniversari amb un model d'edició limitada. La línia Royal Orient es va suspendre al voltant del 2016, probablement per evitar el canibalisme entre ella i les altres marques del grup Seiko, Grand Seiko, i Credor. Per celebrar els 70 anys de la línia Orient Star, es va presentar el rellotge d'esquelet Orient Star amb un escapament de silici fet amb la tecnologia MEMS d'Epson, que s'utilitza en rellotges de gamma alta Seiko des del 2009. El 2001 Seiko Epson (una de les tres empreses principals del Seiko Group) es va convertir en l'accionista majoritari (52%) de l'empresa. Orient Watch es va convertir en una filial de propietat total d'Epson el 2009. Després de transferir el seu negoci a Epson, l'empresa ara existeix com a empresa inactiva. Epson Sales Japan Corporation comercialitza els rellotges Orient, mentre que Akita Epson Corporation els fabrica.

## Producció
La casa, destaca per la producció de rellotges de precisió amb moviment mecànic, o més aviat amb bobinat automàtic. Tot i que produïa mecanismes de manera independent (a excepció del moviment "Light Powered", fet sota concessió de Citizen), Orient Watches va ser gestionat en anys anteriors, en gran part per Citizen i, en petita mesura, també per Seiko. Avui, la propietat al 100% està en mans del grup Seiko Epson, que també s'encarrega de la distribució fora del mercat japonès.
Els rellotges amb moviment automàtic representen aproximadament el 70% de la producció d'Orient, seguits dels amb moviment de quars (al voltant del 25%) i els de moviment "Light Powered", és a dir, l'equivalent al "moviment Light-powered" (en què la bateria es recarrega per exposició a la llum) que Citizen ha posat a disposició per a la seva "participació" invertida amb Orient. Alguns dels models més populars són: Orient Mako, Orient Kamasu i Orient Bambino.

## Galeria

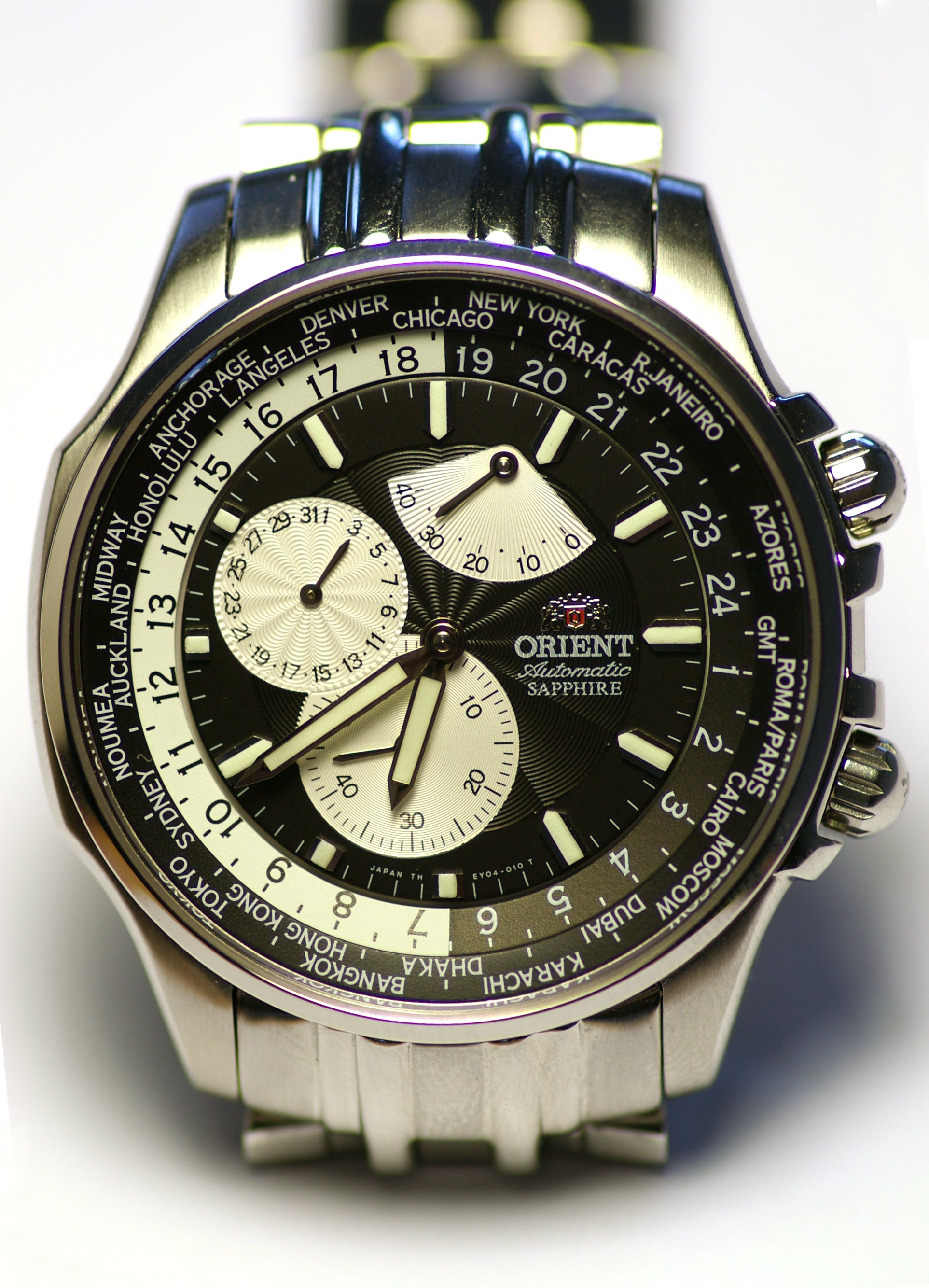
Orient (CEY04002B)
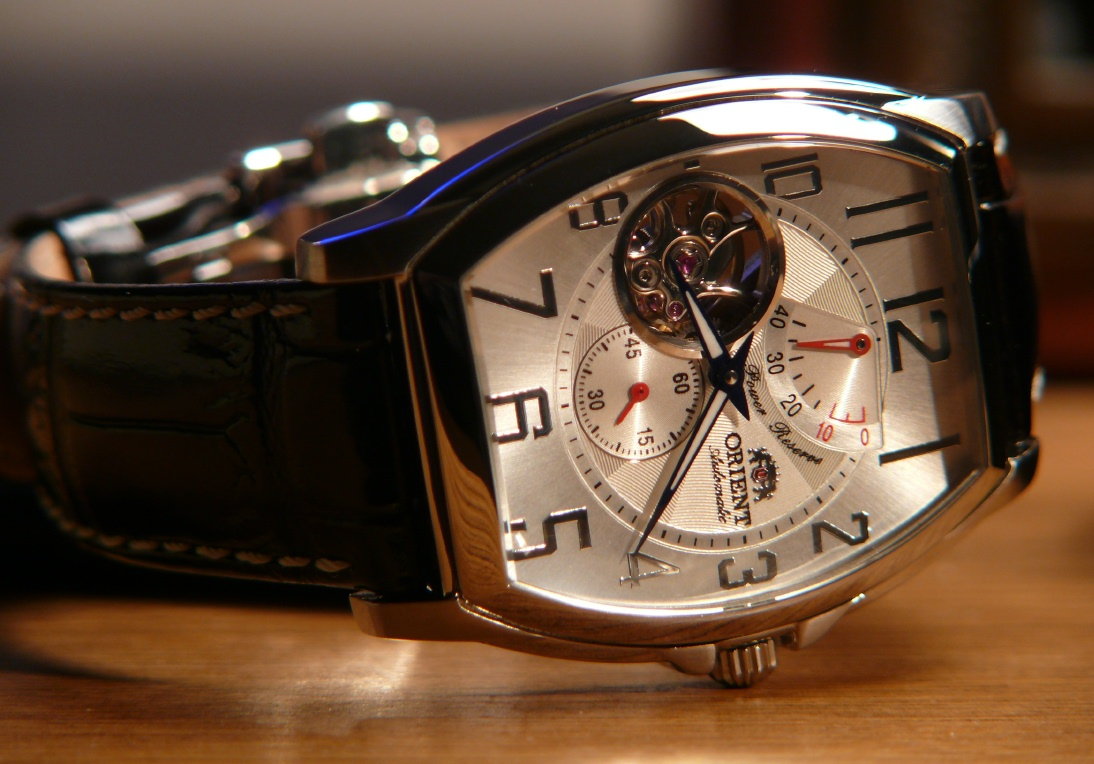
Orient (CFHAA004W)
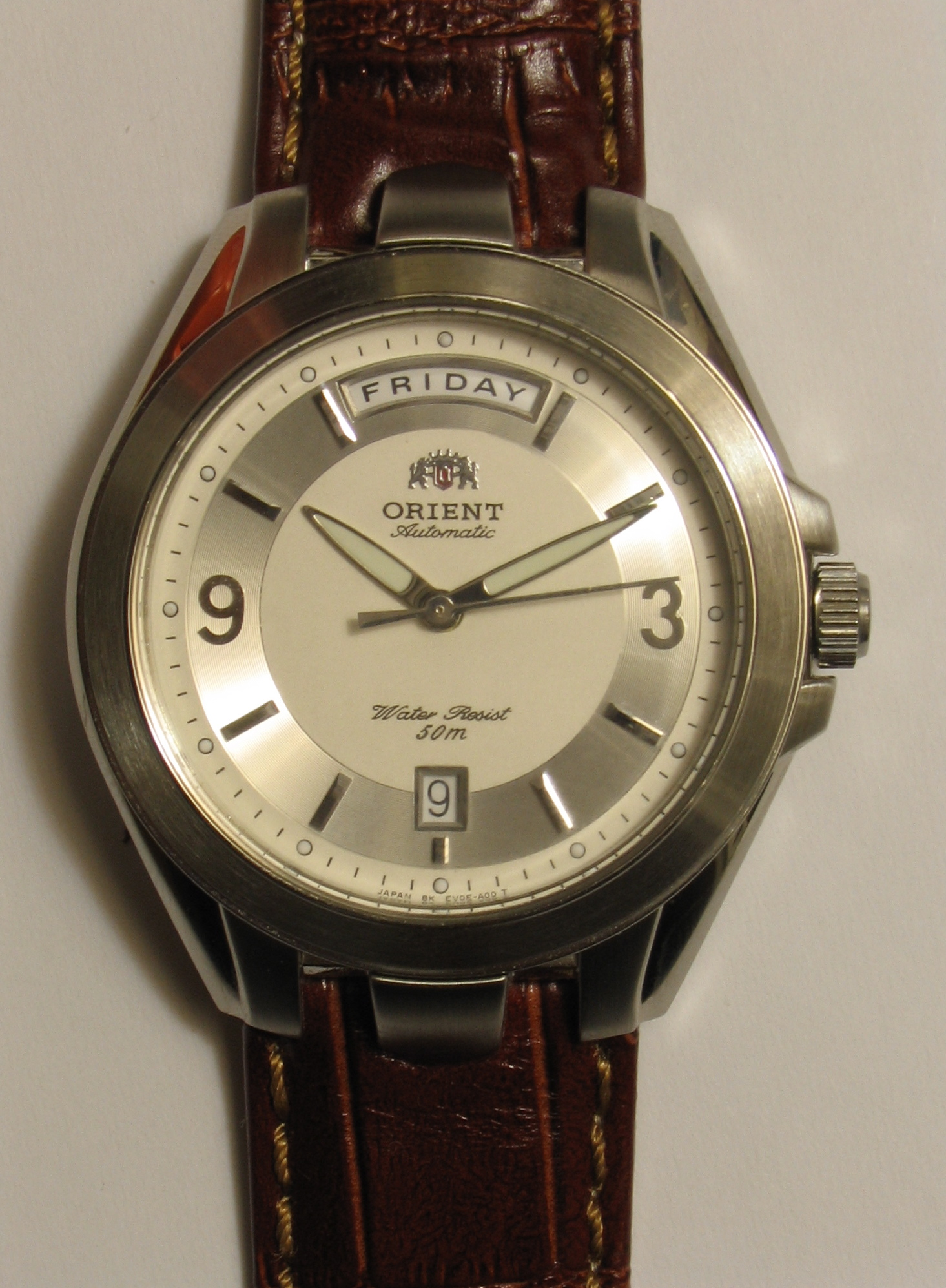
Orient
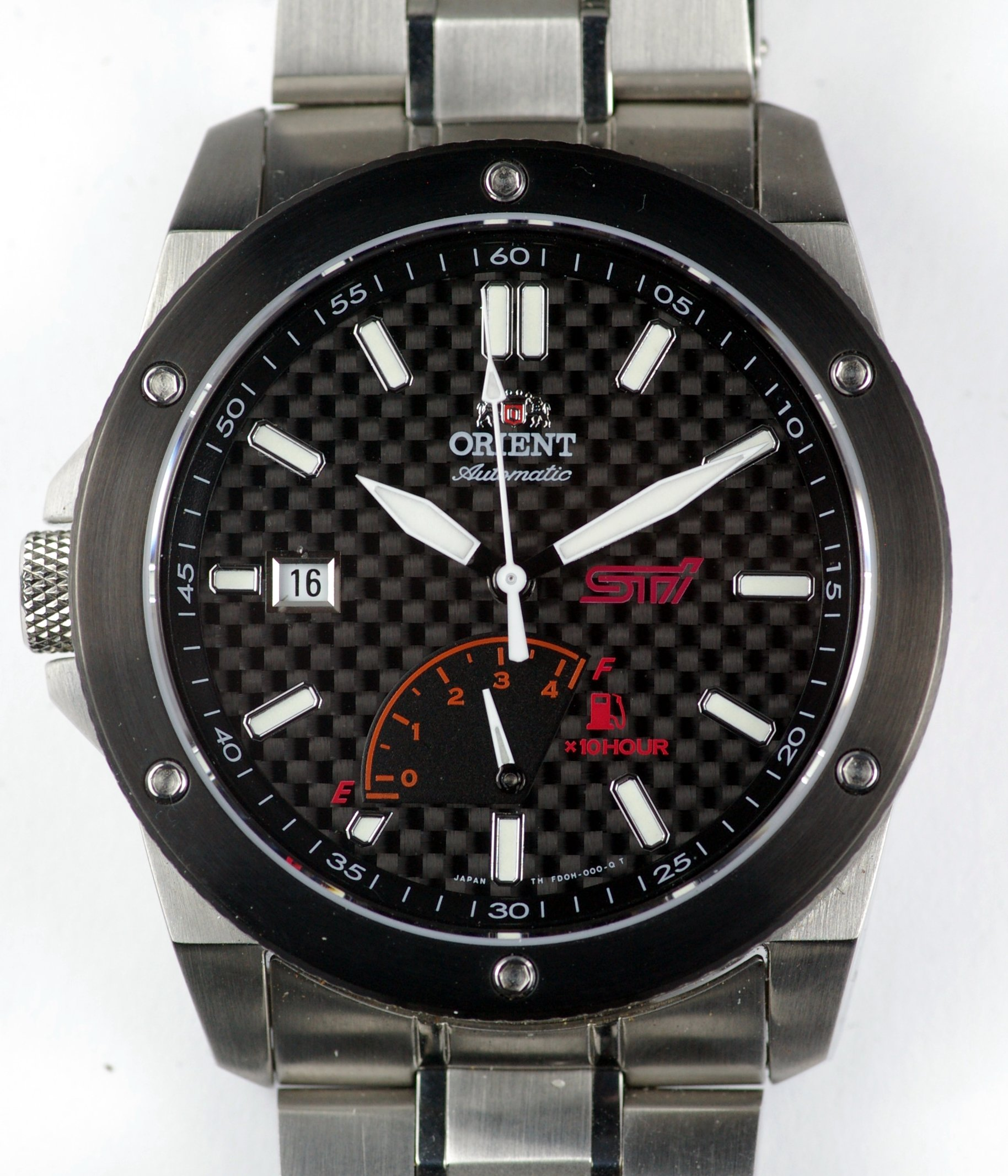
Orient x STI Collaboration 2010 (FD0H001B)
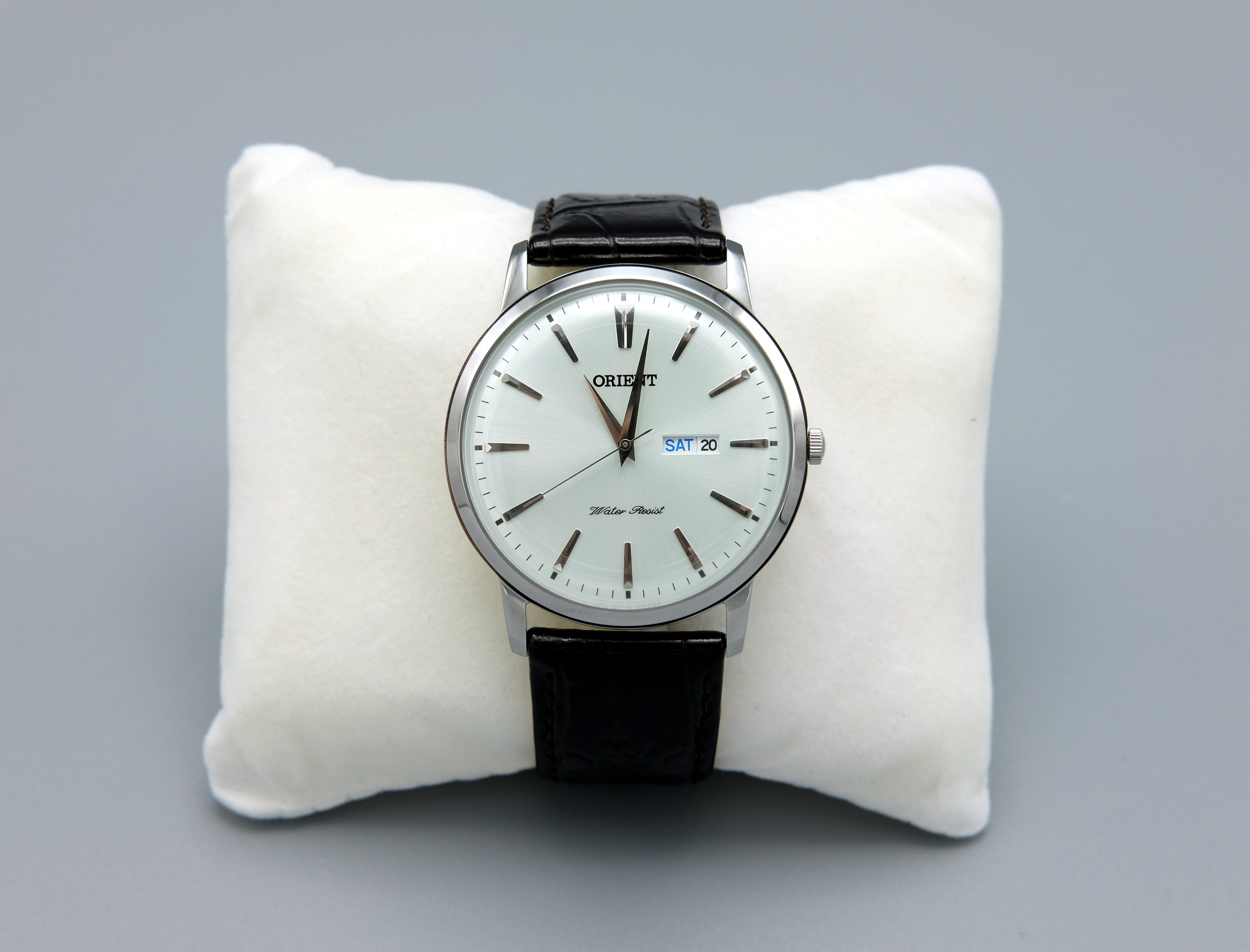
Orient Capital (FUG1R003W9)
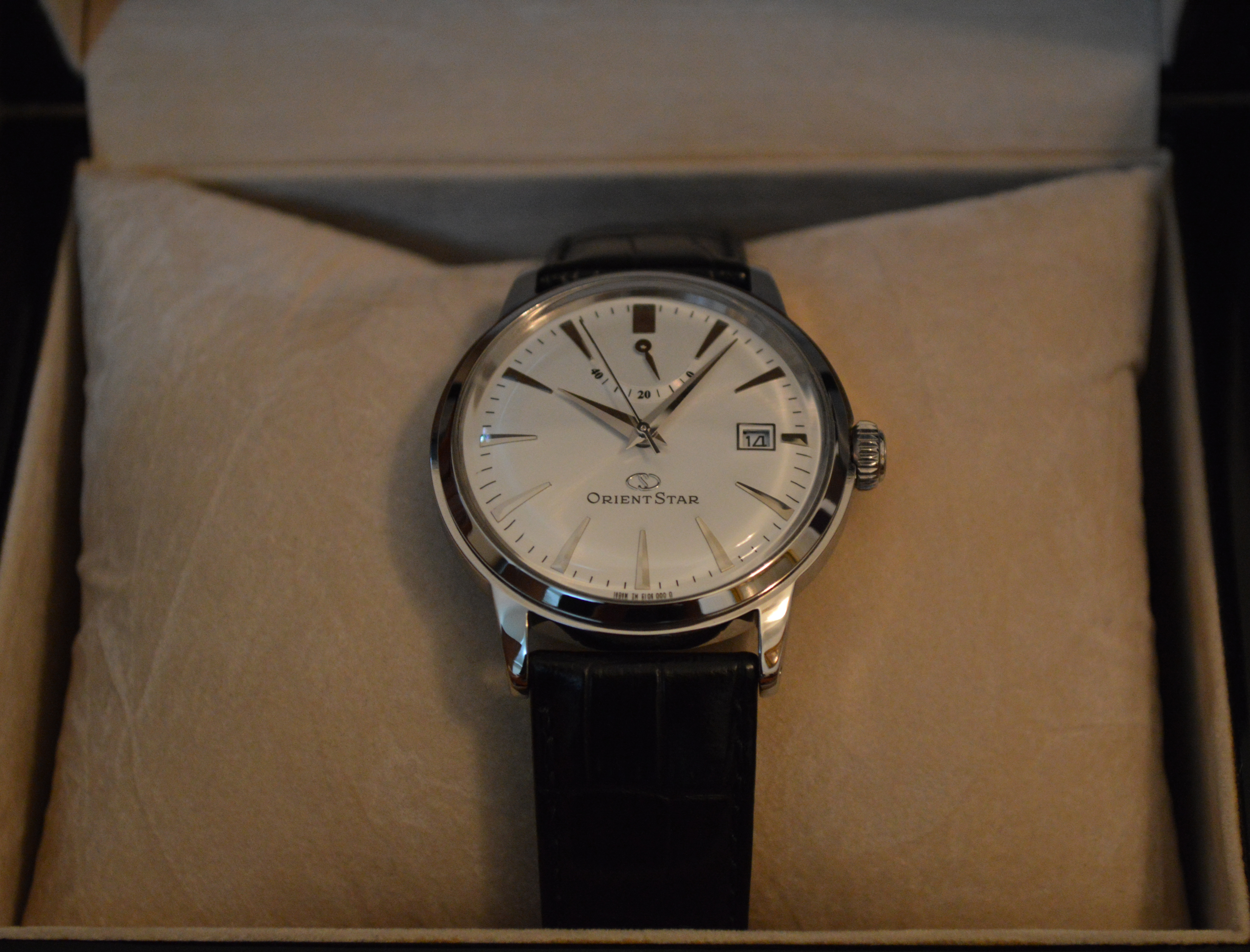
Orient Star - Classic (SEL05004W0)
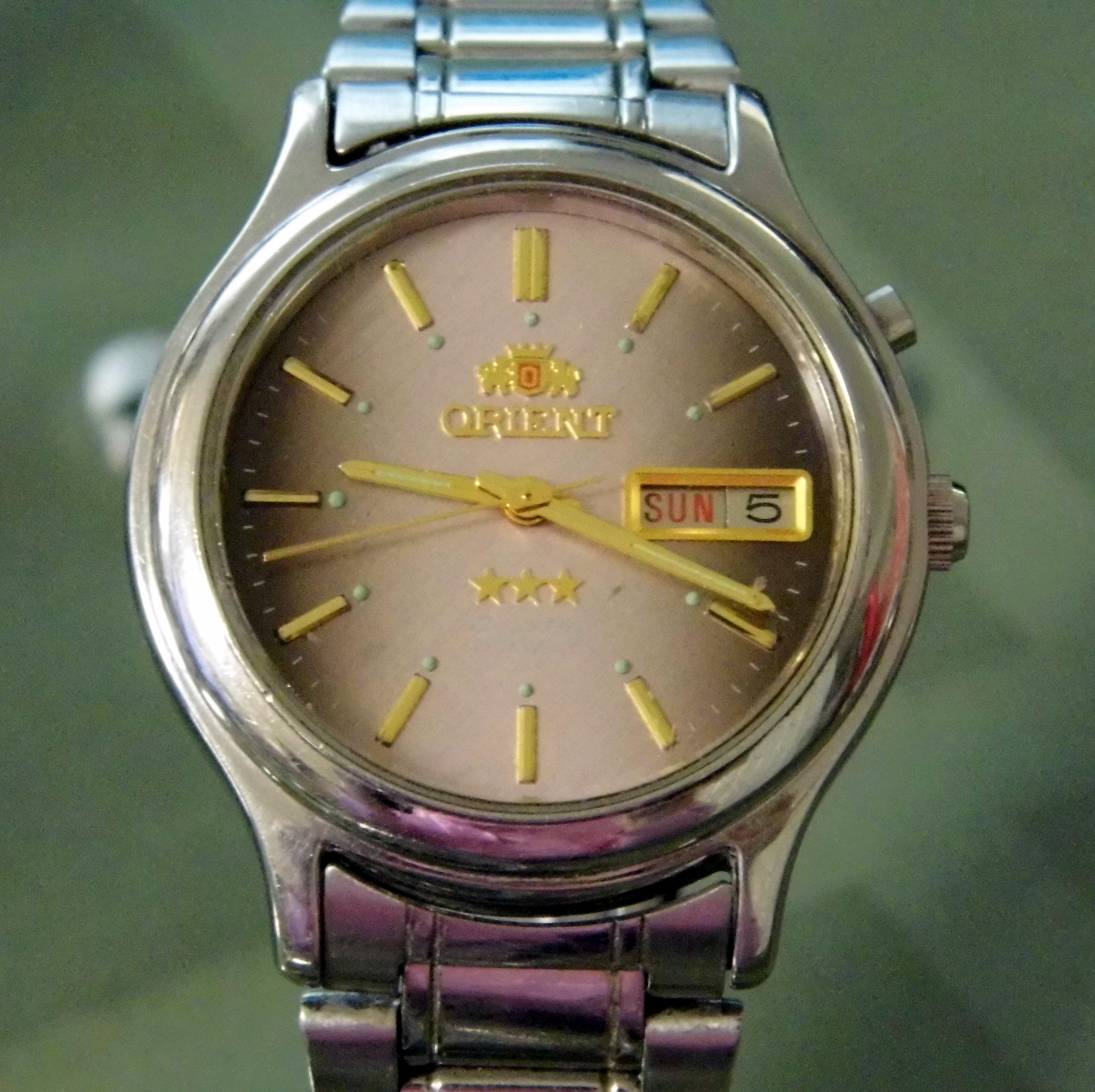
Orient Three Stars